# Finale aux barres parallèles des championnats du monde de gymnastique artistique

## Médaillés
| Édition   | Lieu                                       | Or                                           | Argent | Bronze |
| --------- | ------------------------------------------ | -------------------------------------------- | --- | --- |
| 1903      | Anvers                                     | Josef Martinez (FRA) François Hentges (LUX)  | - | Eugène Dua (BEL) André Bordang (LUX)                                                                                     |
| 1905      | Bordeaux                                   | Josef Martinez (FRA) Marcel Lalue (FRA)      | - | Pierre Paysse (FRA) |
| 1907      | Prague                                     | Joseph Lux (FRA)                             | Joseph Czada (BOH)                                                                                            | Louis Segura (FRA) František Erben (BOH)                                                                                 |
| 1909      | Luxembourg                                 | Josef Martinez (FRA)                         | Marcos Torres (FRA) Auguste Castille (FRA) Joseph Czada (BOH)                                                 | - |
| 1911      | Turin                                      | Giorgio Zampori (ITA)                        | Dominique Follacci (FRA)                                                                                      | Jules Labéeu (BEL) Antoine Costa (FRA) Jules Lecoutre (FRA) Paolo Salvi (ITA) Stane Vidmar (BOH) Ferdinand Steiner (BOH) |
| 1913      | Paris                                      | Giorgio Zampori (ITA) Guido Boni (ITA)       | - | Pierre Hentges (LUX) |
| 1915-1917 | N'a pas eu lieu (Première Guerre mondiale) | N'a pas eu lieu (Première Guerre mondiale)   | N'a pas eu lieu (Première Guerre mondiale)                                                                    | N'a pas eu lieu (Première Guerre mondiale)                                                                               |
| 1922      | Ljubljana                                  | Leon Stuckelj (YUG)                          | Miroslav Klinger (TCH) Stanislav Indruch (TCH) Stane Vidmar (YUG) Stane Derganc (YUG) Vladimir Simoncic (YUG) | - |
| 1926      | Lyon                                       | Ladislav Vacha (TCH)                         | Jan Gajdos (TCH)                                                                                              | Leon Stuckelj (YUG) |
| 1930      | Luxembourg                                 | Josip Primozic (YUG)                         | Alfred Krauss (FRA)                                                                                           | Ladislav Vacha (TCH) |
| 1934      | Budapest                                   | Eugene Mack (SUI)                            | Josef Walter (SUI)                                                                                            | Walter Bach (SUI) |
| 1938      | Prague                                     | Michael Reusch (SUI)                         | Alois Hudec (TCH)                                                                                             | Josip Primozic (YUG) |
| 1942      | N'a pas eu lieu (Seconde Guerre mondiale)  | N'a pas eu lieu (Seconde Guerre mondiale)    | N'a pas eu lieu (Seconde Guerre mondiale)                                                                     | N'a pas eu lieu (Seconde Guerre mondiale)                                                                                |
| 1950      | Bâle                                       | Hans Eugster (SUI)                           | Olavi Rove (FIN)                                                                                              | Raymond Dot (FRA) |
| 1954      | Rome                                       | Viktor Chukarin (URS)                        | Josef Stalder (SUI)                                                                                           | Helmuth Bantz (FRG) Masao Takemoto (JPN) Hans Eugster (SUI)                                                              |
| 1958      | Moscou                                     | Boris Shakhlin (URS)                         | Takashi Ono (JPN)                                                                                             | Pavel Stolbov (URS) |
| 1962      | Prague                                     | Miroslav Cerar (YUG)                         | Boris Shakhlin (URS)                                                                                          | Yukio Endo (JPN) |
| 1966      | Dortmund                                   | Serguei Diamidov (URS)                       | Mikhail Voronine (URS)                                                                                        | Miroslav Cerar (YUG) |
| 1970      | Ljubljana                                  | Akinori Nakayama (JPN)                       | Eizo Kenmotsu (JPN) Mikhail Voronine (URS)                                                                    | - |
| 1974      | Varna                                      | Eizo Kenmotsu (JPN)                          | Nicolai Andrianov (URS)                                                                                       | Vladimir Marchenko (URS)                                                                                                 |
| 1978      | Strasbourg                                 | Eizo Kenmotsu (JPN)                          | Hiroshi Kajiyama (JPN) Nicolai Andrianov (URS)                                                                | - |
| 1979      | Fort Worth                                 | Bart Conner (USA)                            | Alexander Tkatchev (URS) Kurt Thomas (USA)                                                                    | - |
| 1981      | Moscou                                     | Koji Gushiken (JPN) Alexander Dityatin (URS) | - | Nobuyuki Kajitani (JPN)                                                                                                  |
| 1983      | Budapest                                   | Lou Yun (CHN) Vladimir Artemov (URS)         | - | Tong Fei (CHN) Koji Sotomura (JPN)                                                                                       |
| 1985      | Montréal                                   | Sylvio Kroll (GDR) Valentin Mogilny (URS)    | - | Koji Gushiken (JPN) |
| 1987      | Rotterdam                                  | Vladimir Artemov (URS)                       | Dimitri Bilozertchev (URS)                                                                                    | Sven Tippelt (GDR) |
| 1989      | Stuttgart                                  | Li Jing (CHN) Vladimir Artemov (URS)         | - | Andreas Wecker (GDR) |
| 1991      | Indianapolis                               | Li Jing (CHN)                                | Igor Korobchinski (URS)                                                                                       | Guo Linyao (CHN) |
| 1992      | Paris                                      | Li Jing (CHN) Alexei Voropaev (CEI)          | - | Valeri Belenki (CEI) |
| 1993      | Birmingham                                 | Vitali Scherbo (BLR)                         | Igor Korobchinski (UKR)                                                                                       | Valeri Belenki (GER) |
| 1994      | Brisbane                                   | Huang Liping (CHN)                           | Rustam Sharipov (UKR)                                                                                         | Alexei Nemov (RUS) |
| 1995      | Sabae                                      | Vitali Scherbo (BLR)                         | Huang Liping (CHN)                                                                                            | Hikaru Tanaka (JPN) |
| 1996      | San Juan                                   | Rustam Sharipov (UKR)                        | Vitali Scherbo (BLR) Alexei Nemov (RUS)                                                                       | - |
| 1997      | Lausanne                                   | Zhang Jinjing (CHN)                          | Li Xiaopeng (CHN)                                                                                             | Naoya Tsukahara (JPN) |
| 1999      | Tianjin                                    | Lee Joo-Hyung (KOR)                          | Alexei Bondarenko (RUS) Naoya Tsukahara (JPN)                                                                 | - |
| 2001      | Gand                                       | Sean Townsend (USA)                          | Eric Lopez Rios (CUB)                                                                                         | Ivan Ivankov (BLR) |
| 2002      | Debrecen                                   | Li Xiaopeng (CHN)                            | Mitja Petkovšek (SVN)                                                                                         | Alexei Sinkevich (BLR)                                                                                                   |
| 2003      | Anaheim                                    | Li Xiaopeng (CHN)                            | Huang Xu (CHN) Alexei Nemov (RUS)                                                                             | - |
| 2005      | Melbourne                                  | Mitja Petkovsek (SVN)                        | Li Xiaopeng (CHN)                                                                                             | Yann Cucherat (FRA) |
| 2006      | Aarhus                                     | Yang Wei (CHN)                               | Hiroyuki Tomita (JPN) Yoo Won-Chul (KOR)                                                                      | - |
| 2007      | Stuttgart                                  | Kim Dae-Eun (KOR) Mitja Petkovsek (SVN)      | - | Anton Fokin (UZB) |
| 2009      | Londres                                    | Wang Guanyin (CHN)                           | Feng Zhe (CHN)                                                                                                | Kazuhito Tanaka (JPN) |
| 2010      | Rotterdam                                  | Feng Zhe (CHN)                               | Teng Haibin (CHN)                                                                                             | Kohei Uchimura (JPN) |
| 2011      | Tokyo                                      | Danell Leyva (USA)                           | Vasileios Tsolakidis (GRE) Zhang Chenglong (CHN)                                                              | - |
| 2013      | Anvers                                     | Lin Chaopan (CHN) Kōhei Uchimura (JPN)       | - | John Orozco (USA) |
| 2014      | Nanning                                    | Oleh Verniaïev (UKR)                         | Danell Leyva (USA)                                                                                            | Ryōhei Katō (JPN) |
| 2015      | Glasgow                                    | You Hao (CHN)                                | Oleh Verniaïev (UKR)                                                                                          | Deng Shudi (CHN) Oleg Stepko (AZE)                                                                                       |
| 2017      | Montréal                                   | Zou Jingyuan (CHN)                           | Oleh Verniaïev (UKR)                                                                                          | David Belyavskiy (RUS)                                                                                                   |
| 2018      | Doha                                       | Zou Jingyuan (CHN)                           | Oleh Verniaïev (UKR)                                                                                          | Artur Dalaloyan (RUS) |
| 2019      | Stuttgart                                  | Joe Fraser (GBR)                             | Ahmet Önder (TUR)                                                                                             | Kazuma Kaya (JPN) |
| 2021      | Kitakyūshū                                 | Hu Xuwei (CHN)                               | Carlos Yulo (PHI)                                                                                             | Shi Cong (CHN) |
| 2022      | Liverpool                                  | Zou Jingyuan (CHN)                           | Lukas Dauser (GER)                                                                                            | Carlos Yulo (PHI) |
| 2023      | Anvers                                     | Lukas Dauser (GER)                           | Shi Cong (CHN)                                                                                                | Kaito Sugimoto (JPN) |

## Tableau des médailles
Mis à jour après les championnats du monde de 2023.
| Rang  | Nation          | Or | Argent | Bronze | Total |
| ----- | --------------- | -- | ------ | ------ | ----- |
| 1     | Chine           | 17 | 8      | 4      | 29    |
| 2     | Russie          | 9  | 11     | 6      | 26    |
| 3     | Japon           | 5  | 5      | 12     | 22    |
| 4     | France          | 5  | 4      | 7      | 16    |
| 5     | Yougoslavie     | 3  | 3      | 3      | 9     |
| 6     | Suisse          | 3  | 2      | 2      | 7     |
| 7     | États-Unis      | 3  | 2      | 1      | 6     |
| 8     | Italie          | 3  | -      | 1      | 4     |
| 9     | Ukraine         | 2  | 5      | -      | 7     |
| 10    | Allemagne       | 2  | 1      | 4      | 7     |
| 11    | Biélorussie     | 2  | 1      | 2      | 5     |
| 12    | Corée du Sud    | 2  | 1      | -      | 3     |
| 12    | Slovénie        | 2  | 1      | -      | 3     |
| 14    | Tchécoslovaquie | 1  | 4      | 1      | 6     |
| 15    | Luxembourg      | 1  | -      | 2      | 3     |
| 16    | Grande-Bretagne | 1  | -      | -      | 1     |
| 17    | Bohême          | -  | 2      | 2      | 4     |
| 18    | Philippines     | -  | 1      | 1      | 2     |
| 19    | Finlande        | -  | 1      | -      | 1     |
| 19    | Cuba            | -  | 1      | -      | 1     |
| 19    | Grèce           | -  | 1      | -      | 1     |
| 19    | Turquie         | -  | 1      | -      | 1     |
| 23    | Belgique        | -  | -      | 1      | 1     |
| 23    | Ouzbékistan     | -  | -      | 1      | 1     |
| 23    | Azerbaïdjan     | -  | -      | 1      | 1     |
| TOTAL | TOTAL           | 61 | 55     | 52     | 168   |